# Antrophyum annetii
Antrophyum annetii är en kantbräkenväxtart som först beskrevs av Jeanp., och fick sitt nu gällande namn av Tard. Antrophyum annetii ingår i släktet Antrophyum och familjen Pteridaceae. Inga underarter finns listade.